# Aage Eriksen
Aage Eriksen (Notodden, 5 maggio 1917 – Notodden, 17 giugno 1998) è stato un lottatore norvegese, specializzato nella lotta greco-romana.

## Palmarès

### Olimpiadi
- Argento a Londra 1948 nei pesi leggeri.